# Palma de Majorca/L'artista
Palma de Majorca/L'artista è il primo singolo dell'attore italiano Fabio Testi, pubblicato nel 1984.

## Descrizione
Il singolo riporta due tracce, prodotte e arrangiate da Arturo Zitelli e Gianfranco Monaldi. Sul lato A il brano Palma de Majorca, scritto da Mauro Farina e Guliano Crivellente, sul lato B il brano L'artista, composto sempre da Farina e Crivellente con Isidoro Saitta.

## Tracce
1. Palma de Majorca – 3:22 (Mauro Farina, Guliano Crivellente)
2. L'artista – 3:45 (Mauro Farina, Giuliano Crivellente, Isidoro Saitta)

Durata totale: 7:07

## Crediti
- Fabio Testi - voce
- Arturo Zitelli - arrangiamenti, produzione discografica
- Gianfranco Monaldi - arrangiamenti, produzione discografica